# Gojinovac
Gojinovac (en serbe cyrillique : Гојиновац) est un village de Serbie situé dans la municipalité de Prokuplje, district de Toplica. Au recensement de 2011, il comptait 68 habitants.

## Démographie
| 1948 | 1953 | 1961 | 1971 | 1981 | 1991 | 2002 | 2011 |
| ---- | ---- | ---- | ---- | ---- | ---- | ---- | ---- |
| 218  | 215  | 138  | 121  | 87   | 79   | 78   | 68   |

|  |